# Boguszyce (powiat choszczeński)
Boguszyce (niem. Friedrichshof) – kolonia w Polsce położona w województwie zachodniopomorskim, w powiecie choszczeńskim, w gminie Krzęcin. W latach 1975–1998 miejscowość administracyjnie należała do województwa gorzowskiego. W roku 2007 kolonia liczyła 8 mieszkańców. Miejscowość wchodzi w skład sołectwa Krzęcin.

## Geografia
Kolonia leży ok. 2,5 km na południe od Krzęcina.